# Cyphomyia
Genre
Synonymes
- Cephomyia
- Cyphomia
- Ciphomia
- Cyphomya
- Ciphomyia
- Rondania
- Gyneuryparia
- Neorondania

Cyphomyia est un genre d'insectes diptères brachycères de la famille des Stratiomyidae.

## Espèces
Selon Catalogue of Life et Systema Dipterorum :
- Cyphomyia abana Curran, 1929
- Cyphomyia acuminata James, 1940
- Cyphomyia aczeli James, 1953
- Cyphomyia affinis Gerstaecker, 1857
- Cyphomyia albicaput (Walker, 1849)
- Cyphomyia albispina Enderlein, 1914
- Cyphomyia albispinis Costa, 1866, synonyme de Cyphomyia wiedemanni Gerstaecker, 1857
- Cyphomyia albitarsis (Fabricius, 1805)
- Cyphomyia albomaculata (Macquart, 1834)
- Cyphomyia altifrons James, 1939
- Cyphomyia androgyna Osten Sacken, 1886
- Cyphomyia auricollis Brunetti, 1924, synonyme de Cyphomyia flaviceps (Walker, 1856)
- Cyphomyia auriflamma Wiedemann, 1819
- Cyphomyia aurifrons Wiedemann, 1830
- Cyphomyia banksi James, 1937
- Cyphomyia bequaerti James, 1938, synonyme de Cyphomyia simplex Walker, 1860
- Cyphomyia bicarinata Williston, 1900
- Cyphomyia brevis James, 1940
- Cyphomyia burmeisteri Lindner, 1949, synonyme de Cyphomyia wiedemanni Gerstaecker, 1857
- Cyphomyia caerulea Macquart, 1834, synonyme de Cyphomyia cyanea (Fabricius, 1794)
- Cyphomyia chalybea (Wiedemann, 1824)
- Cyphomyia chinensis Ouchi, 1938
- Cyphomyia chiriquina Lindner, 1935, synonyme de Cyphomyia androgyna Osten Sacken, 1886
- Cyphomyia chrysodota Perty, 1833
- Cyphomyia claripennis Macquart, 1847
- Cyphomyia coerulea James, 1953, synonyme de Cyphomyia cyanea (Fabricius, 1794)
- Cyphomyia coprates (Walker, 1849)
- Cyphomyia copratis Bigot, 1875, synonyme de Cyphomyia coprates (Walker, 1849)
- Cyphomyia curvispina Enderlein, 1914
- Cyphomyia cyanea (Fabricius, 1794)
- Cyphomyia cyanispinis Bigot, 1875, synonyme de Cyphomyia albitarsis (Fabricius, 1805)
- Cyphomyia cyanispis Bigot, 1874, synonyme de Cyphomyia wiedemanni Gerstaecker, 1857
- Cyphomyia cyanispis Bigot, 1875, synonyme de Cyphomyia wiedemanni Gerstaecker, 1857
- Cyphomyia cyanispis Woodley, 2001, synonyme de Cyphomyia wiedemanni Gerstaecker, 1857
- Cyphomyia cyanocephala Gerstaecker, 1857, synonyme de Cyphomyia unicolor (Walker, 1854)
- Cyphomyia dispar Schiner, 1868
- Cyphomyia dominicana James, 1967
- Cyphomyia ecuadoriensis Enderlein, 1914
- Cyphomyia elegans Wiedemann, 1830, synonyme de Euparyphus elegans (Wiedemann, 1830)
- Cyphomyia erecta McFadden & James, 1969
- Cyphomyia erectispinis Lindner, 1935
- Cyphomyia fascipes Walker, 1854
- Cyphomyia fassli Lindner, 1949
- Cyphomyia fenestrata Macquart, 1846, synonyme de Cyphomyia albitarsis (Fabricius, 1805)
- Cyphomyia ferruginea Enderlein, 1914
- Cyphomyia flaviceps (Walker, 1856)
- Cyphomyia flavimana Gerstaecker, 1857
- Cyphomyia flavipennis Enderlein, 1914
- Cyphomyia flavispinis Macquart, 1855, synonyme de Cyphomyia wiedemanni Gerstaecker, 1857
- Cyphomyia formosa James, 1940
- Cyphomyia geniculata Gerstaecker, 1857
- Cyphomyia golbachi James, 1953
- Cyphomyia gracilicornis Gerstaecker, 1857
- Cyphomyia helvipennis Enderlein, 1914
- Cyphomyia hybrida Gerstaecker, 1857
- Cyphomyia imitans Curran, 1925
- Cyphomyia indica Brunetti, 1920
- Cyphomyia jamesi Lindner, 1949
- Cyphomyia lanuginosa Gerstaecker, 1857, synonyme de Cyphomyia gracilicornis Gerstaecker, 1857
- Cyphomyia lasiophthalma Williston, 1896
- Cyphomyia lasiophthalma Williston, 1900, synonyme de  ambiguCyphomyia willistoni Enderlein, 1914
- Cyphomyia leucocephala Wiedemann, 1819
- Cyphomyia longicornis (Walker, 1857)
- Cyphomyia marginata Loew, 1866
- Cyphomyia marshalli Lindner, 1937
- Cyphomyia neivai James, 1940
- Cyphomyia nigripes Meijere, 1919
- Cyphomyia nigritarsis Enderlein, 1914
- Cyphomyia notabilis (Walker, 1856)
- Cyphomyia nubilipennis James, 1939
- Cyphomyia obscura (Jaennicke, 1867)
- Cyphomyia obscuripalpis Meijere, 1919
- Cyphomyia ochracea Giglio-Tos, 1891
- Cyphomyia orientalis Kertesz, 1914
- Cyphomyia ornata Walker, 1850
- Cyphomyia peruana Lindner, 1933, synonyme de Cyphomyia wiedemanni Gerstaecker, 1857
- Cyphomyia picta Schiner, 1868
- Cyphomyia pilosissima Gerstaecker, 1857
- Cyphomyia planifrons James, 1939
- Cyphomyia pseudomaculata (Nartshuk & Rozkosny, 1984)
- Cyphomyia pubiventris (Rondani, 1863)
- Cyphomyia pulchella Gerstaecker, 1857
- Cyphomyia regularis Curran, 1929
- Cyphomyia rubra Loew, 1866
- Cyphomyia scalaris Bigot, 1874, synonyme de Cyphomyia scalaris Bigot, 1875
- Cyphomyia scalaris Bigot, 1875
- Cyphomyia schwarzi James, 1940
- Cyphomyia shannoni James, 1939
- Cyphomyia simplex Walker, 1860
- Cyphomyia souzalopesi Iide, 1967
- Cyphomyia speciosa Lindner, 1951
- Cyphomyia sulcifrons Curran, 1929
- Cyphomyia tomentosa Gerstaecker, 1857
- Cyphomyia unicolor (Walker, 1854)
- Cyphomyia varipes Gerstaecker, 1857
- Cyphomyia verticalis Gerstaecker, 1857
- Cyphomyia viedemanni James, 1953, synonyme de Cyphomyia wiedemanni Gerstaecker, 1857
- Cyphomyia violacea Macquart, 1855
- Cyphomyia whiteheadi Woodley, 1991
- Cyphomyia wiedemanni Gerstaecker, 1857
- Cyphomyia willistoni Enderlein, 1914
- Cyphomyia xannthobasis James, 1940, synonyme de Cyphomyia xanthobasis James, 1940
- Cyphomyia xanthobasis James, 1940
- Cyphomyia ypsilon James, 1940
- Cyphomyia zernyi Lindner, 1929